# She Saihua
Dans ce nom, le nom de famille, She, précède le nom personnel.
She Saihua (佘賽花) est une héroïne légendaire de l'époque de la dynastie Song. Elle est la femme de Yang Ye et la mère de leurs neuf enfants. Elle est un personnage important de l’œuvre Généraux de la famille Yang.
Le personnage plus âgé de She Saihua est communément appelé She Taijun (佘太君; "Grande Dame She") et est généralement dépeint avec une cane à tête de dragon. Elle a alors plus de 100 ans.

## Légendes

### Mariage avec Yang Ye
Le père de She Saihua, She Hong (佘洪), a déjà arrangé le mariage de sa fille afin d'épouser Yang Ye. Mais il change d'avis et la fiance à Cui Long (崔龍) qui appartient à la famille plus puissante des Cui. Lorsque la famille Yang réclame le mariage, She Hong appelle Cui Long pour qu'il épouse rapidement sa fille. She Saihua n'apprécie gère le laid et sans talent Cui Long et envoie donc un messager à Yang Ye. Lorsque ce dernier arrive et à la demande de Sha Saihua, She Hong n'a pas d'autre choix que de déclarer que le vainqueur d'un duel entre les deux prétendants épousera sa fille. Yang Ye tue Cui Long durant le combat, mais blesse accidentellement She Hong qui essayait d'aider Cui. Furieuse, She Saihua attaque Yang Ye qui est obligé de se réfugier dans le temple des sept étoiles. Dans le temple, Yang Ye clarifie le malentendu et les deux jeunes gens se marient.
Le temple des sept étoiles dans lequel She Saihua et Yang Ye sont censés s'être mariés est situé dans le xian de Fugu, dans la province du Shaanxi.

### Prise de commande de l'armée
She Saihua a sept fils et deux filles avec Yang Ye, le commandant en chef de la dynastie Song. Pan Mei refusant de lui envoyer de l'aide, Yang Ye et plusieurs de ses fils sont tués au cours des batailles de la plage d'or et du mont des loups jumeaux. She s'assure que les crimes de Pan Mei ne restent pas impunis et elle le poursuit devant la cour impériale. Confiant envers sa loyauté et son jugement, l'empereur Song Taizong la nomme commandant en chef et la récompense d'une canne à tête de dragon, symbole de l'empereur, ce qui lui donne le contrôle total d'une armée dominée par des hommes.

## Éléments historiques
Alors que Yang Ye est un personnage historique, aucune archive ne mentionne sa femme jusqu'à la dynastie Qing, lorsqu'il est fait mention qu'il épousa une dame She (折氏), fille d'un ancien général de la dynastie des Zhou antérieurs, She Deyi (折德扆). Alors que ceci semble possible étant donné l'âge et le lieu de résidence de She Deyi et Yang Ye, tous les historiens ne sont pas convaincus de ces fait, en particulier en raison du fait que le personnage de fiction homonyme était déjà apparu durant la dynastie Yuan et était largement connu sous la dynastie Qing.

## Culte
Le Temple de She Taijun (佘太君廟) est situé dans le parc de la forêt de Baiwangshan dans le district de Haidian, à Pékin.

## Représentations dans les films et séries télévisées
- Lisa Lu dans Les 14 Amazones (1972)
- Sheung Yee dans Young's Female Warrior (1981) et La Saga des Yang (1985)
- Zhang Dengqiao dans Généraux de la famille Yang (Série télévisée, 1983)
- Lily Li dans Les Huit Diagrammes de Wulan (1984)
- Ma Chunxi dans Généraux de la famille Yang (film, 1984)
- Chang Ping-yu dans Généraux déchiquetés de la famille Yang (1984)
- Lee Li-feng dans Une Famille courageuse : Mu Kuei-ying (1989)
- Zhang Jing, Wang Jianying & Zhang Dengqiao dans Généraux de la famille Yang (1991)
- Lee Heung-kam dans La Légende héroïque de la famille Yang & Le Grand général (1994)
- Zhu Xijuan dans Kou Laoxi'er (1997)
- Zhao Donghong dans Yang Silang (1997)
- Cao Cuifen dans L'Héroïne des Yang (1998)
- Cheng Pei-pei dans Combattant de légende : héroïne des Yang (2001) et Amazones légendaires (2011)
- Wang Ruoli dans Le commandant de feu (2001)
- Wang Liyuan dans L'Héroïne Mu Guiying (2004)
- Angie Chiu dans Guerriers de la famille Yang (2004)
- Amy Chan dans Les Jeunes guerriers (Série télévisée, 2006)
- Siqin Gaowa dans Mu Guiying prend le commandement (2011)
- Xu Fan dans Saving General Yang (2013)